# Cratere Riedel
Riedel è un cratere lunare di 49,14 km situato nella parte sud-orientale della faccia nascosta della Luna.